# 山口真 (ジャーナリスト)
山口 真（やまぐち まこと、1962年 - ）は、フジテレビジョン元報道局長兼FNN事務局長兼解説委員、元報道記者。慶應義塾大学法学部政治学科卒業。

## 来歴・人物
慶應義塾大学法学部政治学科卒業後、1985年にフジテレビ（現・フジ・メディア・ホールディングス）入社。
報道局へ配属された直後に日本航空123便墜落事故が発生し、事故現場である御巣鷹の尾根へ先輩たちと同行した際に生存者がいた事を知らされ、山口は当時入社1年目でありながら急遽事故現場から生存者の報告を担当する事となった。当時は中継車と交信ができない地点から利用する小型衛星中継技術がまだ確立されておらず、導入したばかりのヘリスターを使用する事でフジテレビだけが唯一、事故翌日の昼のニュース番組『FNNニュースレポート11:30』で墜落地点からの生中継と生存者救出の映像を放送する事に成功した。当時の山口の生存者報告映像は、現在でもフジテレビの同墜落事故関連番組などで使用される事がある。尚、山口の両親は日本航空の元客室乗務員である。
その後は社会部・政治部記者、報道ディレクター、編成局編成部やスカイパーフェクTV!出向、映画事業局映画調整部担当部長、クリエイティブ事業推進センター室長兼クリエイティブ事業営業部長、編成制作局編成担当局長・兼編成センター室長、コンテンツ事業局長を歴任した。
2025年6月限りでフジテレビを定年退職した。現在はスタートアップ企業で役員を務めている。
横浜FCのサポーターでもある。

## 過去の担当番組
- FNN NEWSCOM（報道局時代）
- FNS27時間テレビ みんな なまか だっ! ウッキー!ハッピー!西遊記!（映画事業局時代）
- SMAP PRESENTS ドラマの裏の本当のドラマ（編成部時代）